# Seznam států Středozemě
Toto je seznam států ve fiktivním světě J. R. R. Tolkiena Středozemi:

## První věk

### Říšetrpaslíků
- Khazad-Dûm - založena přibližně 400 let před stvořením Měsíce, později známa jako Moria. Obývána Dlouhovousáči
- Belegost - založen v období po založení Khazad-Dûm Širokoramenatými. Později obýván i Ohňovousáči, zničen během války hněvu
- Nogrod založen po Belegostu Ohňovousáči, později obýván i Širokoramenatými, zničen během války hněvu

### Říše Nepřítele
- Dor Daedeloth - říše Morgotha, zničena během války hněvu
  - Angband - pevnost Morgotha, zničena během Prvního věku, obnovena po Morgothově návratu do Středozemě
  - Utumno - pevnost Morgotha, zničena během Prvního věku

### Říšeelfů

#### Noldor

##### Fëanorovi synové
Tyto země byly (s výjimkou zemí Amroda a Amrase) spíše než královstvími jen državami bránícími průchod mezi Dorthonionem a horou Rerir, byly zde vybudovány mohutné obranné systémy apod. Všechny byly založeny kolem roku 7 a zničeny (až na malý zbytek obránců v pevnosti Himring) během Bitvy náhlého plamene r. 455 P. v.. Část Fëanorovců se později usídlila na Ramdalu a Amon Erebu a sídlili zde až do Bitvy nespočetných slz r. 472 P. v.
- Maedhrosova marka - nárazová oblast proti Morgothovi, vysočina střežená Maedhrosem z jeho citadely na Himringu
- Himlad - země střežená bratry Celegormem a Curufinem z Aglonského průsmyku
- Thargelion - země mezi Gelionem a Modrými horami, střežená Caranthirem od jezera Helevorn
- Maglorova brána - země mezi dvěma větvemi Gelionu, často napadaná Morgothem a střežená Maglorem
- Východní Beleriand - trojúhelník mezi Arosem, Gelionem a Andramem střežený bratry Amrodem a Amrasem

##### Fingolfinův dům
- Hithlum - Fingolfinova říše (1497 r.s. - 472 P. v.), hlavní město Eithel Sirion
  - Dor-lómin - Část Hithlumu daná do úschovy Fingonovi
  - Nevrast - Část Hithlumu krátce ovládaná Turgonem (6 - 125 P. v.), hlavní město Vinyamar
- Gondolin - Turgonovo skryté království po jeho odchodu z Nevrastu (64/cca126 - 510 P. v.)

##### Finarfinův dům
- Nargothrondská říše - Říše Finroda Felagunda, pána „všech elfů mezi Sirionem a mořem s výjimkou Falasu“ (52 - 495 P. v.), hlavní město Nargothrond
  - Dorthonion - hory s nevelkou populací ovládané Finrodovými vazaly, bratry Angrodem a Aegnorem (cca1 - 455 P. v.)
  - Sirionský průsmyk - věž Minas Tirith chránící průchod do Beleriandu, ovládaná nejdříve Finrodem Felagundem, po stavbě Nargothrondu ji držel Finrodův vazal Orodreth (cca1 - 457 P. v.)

#### Sindar
- Falas - říše Círdana. Založen a obýván Falathrim, zničen 473 P. v.
- Eglador („země osamění“) - země s roztroušeným osídlením, přibližně na území lesů Neldorethu a Regionu. Obývána Eglath (1152 - 1497 r.s.)
- Doriath („země s oplocením“, tj. ohrazená Melianiným pásem) - říše Thingola a Melian v lesích Neldoreth a Region, ovládaná z Menegrothu na Esgalduině (1497 r.s. - 506 P. v.)

#### AvariaNandor
- Dorwinion - vinařská oblast s neznámými obyvateli i daty trvání
- Lórinand - země obývaná Nandor, pozdější Lórien
- Nan Elmoth - les zprvu obývaný Thingolem a Melian, později ovládaný Temným elfem Eölem. Opuštěn 345 P. v.
- Ossiriand - zprvu říše Denethora. Po Denethorově smrti jen lesnatá oblast s řídkým osídlením. Obývaná Laiquendi

### ŘíšeEdain(lidí)
- Brethil - obýván lidmi z Halethina domu (420 - před 587 P. v.)
- Dor-lómin - obýván lidmi z Hadorova domu, vazaly Fingona. Po bitvě Nespočetných slz ovládán Východňany (cca 400 - 472 P. v.)
- Estolad - první tábořiště lidí v Beleriandu. Opuštěn cca 450 P. v.
- Ladros - obýván lidmi z Bëorova domu, vazaly Finroda Felagunda (po 400 - 455 P. v.)

### Říšeentů
- Hvozdy v Eriadoru
- Fangorn - hvozd v Calenardhonu
- Taur-im-Duinath - hvozd v Jižním Beleriandu

## Druhý věk

### Říše lidí
- Númenor - říše všech Edain přeživších zkázu Beleriandu ležící uprostřed Velkého Moře. Její vládci byli půlelfové z Elrosova domu (32 - 3319 D. v.) 
  - Vinyalondë - první a nejdůležitější základna Númenorejců ve Středozemi. Po Sauronově vpádu do Eriadoru (v letech 1693-1701 D. v.) přejmenován na Lond Daer. Opuštěn z důvodu nedostatku dřeva v okolí (750/800 - kolem 3000 D. v.)
  - Tharbad - původně pevnost chránící Vinyalondë ze severu, později důležitý brod a dřevařská osada. Opuštěn po rozpadu Arnoru (kolem 1700 D. v. - 2912 T. v.)
  - Pelargir - druhý přístav Númenorejců ve Středozemi, založen díky hojným zásobám dřeva, které tu byly na rozdíl od Lond Daeru. Po Pádu Númenoru sem připluli Isildur s Anárionem. Později město Gondorské říše (2350 D. v. - ?)
- Arnor - původně jen řídce osídlená oblast v Eriadoru, po Pádu Númenoru jedna z Říší ve vyhnanství založená Elendilem (osídlen kolem 800, založen 3320 D. v. - 861 T. v.)
- Gondor - (osídlen před 2350, založen 3320 D. v. - 3019 T. v.)
- Umbar - založen Černými Númenorejci (osídlen 1100, založen 3220 D. v. - 933 T. v.)

### Říšeelfů

#### AvariaNandor
- Lórinand (po 1400 Lothlórien) 
  - Edhellond (jižní kolonie Lórinandu)
- Dorwinion

#### Noldor
- Eregion (zničen 1697)
- Lindon
- Roklinka

#### Sindar
- Velký zelený hvozd

### Říšetrpaslíků
- Khazad-Dûm
- Belegost

### Říše Nepřítele
- Mordor (Sauron)
- Cirith Ungol

## Třetí věk

### Dúnadania svobodní lidé
- Gondor
  - Dol Amroth
  - Umbar (jenom v letech 943–1447 a 1810–1944)
- Arnor (rozpadl se 861) 
  - Arthedain (do 1975)
  - Cardolan (do 1410)
  - Rhudaur (do 1409)
- Rhovanion (do 1851)
- Éothéod (do 2510)
- Rohan (od 2510)
- Dol
- Esgaroth

### Ostatní lidé
- Harad
- Umbar (do 943, 1447–1810 a od 1944 - Korzáři z Umbaru)
- Khand
- Rhûn
- Dorwinion (později ve Třetím věku)

### Říše elfů

#### Noldor,Sindar
- Lindon
- Lothlórien (po 1400)
- Severní Temný hvozd
- Imladris

#### NandoraAvari
- Dorwinion

### Říšetrpaslíků
- Khazad-Dûm (zničena 1981)
- Belegost
- Erebor (1999–2210, obnovena 2570–2770, 2941)
- Šedé hory (osídleny 2210, opuštěna 2589)
- Železné hory (osídleny 2589)

### Říše Nepřítele
- Mordor (Sauron)
- Dol Goldur (Sauron)
- Angmar (Pán nazgûlů)
- Železný pas (po 2530) (Saruman)

## Čtvrtý věk

### Říše lidí
- Obnovené království
- Rohan
- Harad
- Khand
- Rhûn
- Núrnen
- Dol
- Esgaroth

### Říše trpaslíků
- Železné hory
- Aglarond
- Erebor
- Moria (obnovena)

### Říše elfů
- Velký zelený hvozd
- Lórien
- Ithilien
- Lindon